# Vernet (Górna Garonna)
Vernet – miejscowość i gmina we Francji, w regionie Oksytania, w departamencie Górna Garonna.
Według danych na rok 1990 gminę zamieszkiwało 2 015 osób, a gęstość zaludnienia wynosiła 191 osób/km² (wśród 3020 gmin regionu Midi-Pyrénées Vernet plasuje się na 179. miejscu pod względem liczby ludności, natomiast pod względem powierzchni na miejscu 1048.).